# 北岡正敏
北岡 正敏（きたおか まさとし、1941年 -）は、日本の工学者である。専門は経営工学（品質工学、生産システム工学、制御工学など）、知識工学、生産技術。中国東北工学院元客員教授、日本ロジスティクスシステム学会副会長、元神奈川県大学空手道連盟理事長、兵站史、軍事史.。政治的活動としては弟：北岡俊明（「シンクタンク戦略大学」主宰）と共に2013年9月、2014年2月、7月にベトナムの慰霊廟など現地調査を行いベトナム戦争での韓国の大量虐殺事件について調査・研究・渡米し発表した。

## 経歴
1941年(昭和16年）徳島県生まれ 工学博士（京都大学）　1969年神奈川大学 工学部 助手1974年 神奈川大学 工学部 専任講師1976年 神奈川大学 工学部 助教授1986年 神奈川大学 工学部 教授1994年 - 2006年神奈川大学 工学部 教授。2013年～2014年にかけてベトナム戦争での韓国の大量虐殺事件を研究発表。

## 研究
- 2013年～2014年にかけてベトナム戦争での韓国軍の大量虐殺事件を研究した。ベトナム南部のビンディン省・クアンガイ省・クアンナム省を中心に、慰霊廟など１９カ所を調査。「憎悪の碑」「恨みの碑」「怒りの碑」壁画・像とともに犠牲者名が刻まれている。この大虐殺の際に強姦によって生まれた子はベトナム語でライダイハンと呼ばれる。

## 著書
- 「ハードウエアとソフトウエアの基礎」日本理工出版
- 「コンピュータ回路とプログラミング」日本理工出版
- 「確率統計と待ち行列理論」産業出版
- 「物流システム設計のすすめ方」中央経済社
- 「物流システム設計の考え方」白桃書房
- 「韓国の大量虐殺事件を告発する―ベトナム戦争「参戦韓国軍」の真実」　共著　北岡 俊明/北岡 正敏　展転社
- 「モンゴル襲来と国土防衛戦」